# UNIQ (groupe)
UNIQ (hangeul : 유니크) est un boys band sud-coréo-chinois formé sous l'agence chinoise Yuehua Entertainment en 2014. Le groupe est constitué de cinq membres : Zhou Yixuan (leader), Kim Sung-joo, Li Wenhan, Cho Seung-youn et Wang Yibo. Ils font leurs débuts officiels le 20 octobre 2014 avec leur premier single Falling In Love en version chinoise et coréenne.
Depuis 2018, le groupe est en pause pour une durée indéterminée. Bien qu'il ne se soit pas officiellement dissous, les membres ont poursuivi des projets indépendants en tant que quatuor.

## Histoire

### Formation du groupe
Sung-joo et Seung-youn ont été, à la base, stagiaires chez YG Entertainment. Plus tard, ils ont rejoint les autres futurs membres de UNIQ et ont continué tous ensemble à s'entraîner chez YG Entertainment. UNIQ a été formé en coopération avec les labels Yuehua et YG durant 5 ans, avant leurs débuts officiels,,,.

### 2014: débuts avecFalling in Love
Le 16 octobre 2014, leur première représentation est diffusée sur M Countdown.
Leur premier single, Falling In Love, sort le 20 octobre 2014 en Chine et en Corée du Sud. Le groupe est par la suite choisi pour participer à l'OST des films Tortues Ninja et Les Pingouins de Madagascar pour les versions chinoises.
Le 23 octobre, ils sortent donc la chanson Born to Fight pour la sortie chinoise de Ninja Turtles. Le groupe révèle par la suite la version anglaise de leur titre Falling in Love, le 5 novembre. Le 10 novembre, leur single Celebrate pour le film Les Pingouins de Madagascar voit le jour.
UNIQ fait ensuite ses débuts officiels en Chine le 25 novembre avec leur premier fan meeting chinois à Pékin. Le 27 novembre, le groupe commence ses premières promotions à Taïwan et y organise une conférence de presse le 1er décembre.
Une émission de télé-réalité consacrée à leurs débuts est diffusée le 2 décembre sur la plate-forme vidéo en ligne chinoise IQiyi, en trois épisodes.

### 2015:EOEOet débuts au Japon
En janvier 2015, UNIQ est désigné pour faire la promotion de la marque sportive chinoise Xtep. En février 2015, les membres participent également à la promotion d'un salon de beauté chinois, Mix-Box, prenant la place de Kai Ko, acteur taïwanais.
Par la suite, UNIQ tient son premier fan meeting en Thaïlande à Bangkok le 7 mars 2015.
Le 9 avril, Yuehua Entertainment annonce la sortie du premier mini-album de UNIQ intitulé EOEO. Le groupe fait son retour officiel en Corée du Sud le 22 avril et tient sa première performance sur scène dans l'émission TV MBC's Show Champion, interprétant leurs titres EOEO et Listen to Me. Le 23 avril, UNIQ fait son retour officiel en Chine, interprétant Listen to Me aux KU Music Asian Music Awards. Ils reçoivent, ce jour-là, le prix du Meilleur nouveau groupe. Le 24 avril, UNIQ sort son mini-album intitulé EOEO et le clip officiel de la chanson phare éponyme. Après la sortie de EOEO, le clip atteint le numéro 3 sur le graphique hebdomadaire de YinYueTai en Chine.
Le 22 mai, UNIQ publie le clip officiel de leur morceau intitulé Luv Again en coréen. Le 23 mai, il est déclaré que UNIQ détient le record du plus grand nombre de victoires sur le classement de Global Chinese Music Chart avec trois victoires par vote non live et trois victoires par vote en direct, battant le record précédemment détenu par EXO-M en 2014 (trois victoires par vote non direct ; deux victoires par vote en direct).
UNIQ, pour promouvoir son mini-album, organise des séances d'autographes au Japon, le 19 juillet et le 20 juillet à Osaka et Tokyo, marquant ainsi leurs débuts dans ce pays.
Pour commémorer leur 1 an de carrière, les membres sortent leur deuxième mini-album, Best Friend, le 16 octobre. Le groupe annonce ensuite sa première « tournée anniversaire » à Pékin, Shanghai et au Japon. UNIQ retourne ensuite au Japon en novembre pour tenir des fans meetings à travers le pays à Nagoya, Osaka, Fukuoka, avant de terminer la tournée à Tokyo. Au même moment, ils sortent un single japonais spécial, Best Friend, qui comprend les versions japonaise, coréenne et instrumentale de celui-ci. UNIQ termine sa tournée à Pékin le 28 novembre.

### 2016: promotions au Japon et en Chine
En février 2016, le magazine américain Teen Vogue publie un article pour féliciter les membres du groupe de la réussite de leur single EOEO,.
Le 24 mars 2016, le groupe sort le single My Dream, afin de promouvoir la sortie du film chinois MBA Partners.
Le 25 juin, UNIQ réalise son premier fan meeting à São Paulo, au Brésil.
En décembre 2016, le groupe révèle la version japonaise du single Falling in Love.

### 2017 - en ce moment
Le 19 janvier 2017, le groupe révèle la chanson Happy New Year 2017. La chanson, écrite par Zhou Yixuan, apporte fraîcheur et joie pour l'année 2017 qui commence. Yibo n'a cependant pas pu participer au tournage du clip-vidéo.
Le 19 avril 2018, UNIQ sort deux singles consécutifs, Never Left et Next Mistake.

## Membres
- Zhou Yixuan (chinois : 周藝軒) : leader, rappeur secondaire, danseur.
- Kim Sung-joo (coréen : 김성주) : chanteur principal, danseur.
- Li Wenhan (chinois : 李汶翰) : chanteur principal, danseur.
- Cho Seung-youn (coréen : 조승연) : rappeur principal, chanteur, danseur.
- Wang Yibo (chinois : 王一博) : rappeur principal, danseur principal, maknae (signifie qu'il est le plus jeune membre du groupe en coréen).

## Discographie

### Mini-album
| Titre | Détails | Meilleure position | Ventes                |
| Titre | Détails | Gaon Album Chart   | Ventes                |
| ----- | --- | ------------------ | --------------------- |
| EOEO  | - Édition régulière - Date de sortie : 28 avril 2015 - Labels : Yuehua Entertainment, LOEN Entertainment - Formats : CD, téléchargement numérique | 7                  | - KOR : plus de 7 582 |

### Singles
| Année                                                          | Titre                           | Meilleures positions | Meilleures positions | Meilleures positions | Album               |
| Année                                                          | Titre                           | CHN                  | COR                  | USA World            | Album               |
| -------------------------------------------------------------- | ------------------------------- | -------------------- | -------------------- | -------------------- | ------------------- |
| 2014                                                           | Falling In Love                 | —                    | —                    | —                    | EOEO                |
| 2015                                                           | EOEO                            | —                    | —                    | 16                   | EOEO                |
| 2015                                                           | Luv Again                       | —                    | —                    | —                    | EOEO                |
| 2015                                                           | Best Friend                     | 24                   | —                    | —                    | Non issu d'un album |
| 2015                                                           | Happy New Year                  | 4                    | —                    | —                    | Non issu d'un album |
| 2016                                                           | Falling In Love (Japanese Ver.) | —                    | —                    | —                    | Non issu d'un album |
| 2017                                                           | Happy New Year 2017             | —                    | —                    | —                    | Non issu d'un album |
| 2018                                                           | Never Left                      | —                    | —                    | —                    | Non issu d'un album |
| 2018                                                           | Next Mistake                    | —                    | —                    | —                    | Non issu d'un album |
| 2018                                                           | Monster                         | —                    | —                    | —                    | Non issu d'un album |
| "—" indique que le titre ne s'est pas classé dans cette région |                                 |                      |                      |                      |                     |

### Bandes originales
| Titre         | Année | Meilleure position | Album                                                           |
| Titre         | Année | COR                | Album                                                           |
| ------------- | ----- | ------------------ | --------------------------------------------------------------- |
| Born To Fight | 2014  | —                  | Ninja Turtles - Date de sortie : 23 octobre 2014                |
| Celebrate     | 2014  | —                  | Les Pingouins de Madagascar - Date de sortie : 10 novembre 2014 |
| My Dream      | 2016  | —                  | MBA Partners - Date de sortie : 25 mars 2016                    |

### Clips-vidéos
| Année | Clips-vidéos                       | Durée |
| ----- | ---------------------------------- | ----- |
| 2014  | Falling in Love (version chinoise) | 3:40  |
| 2014  | Falling in Love (version coréenne) | 3:40  |
| 2014  | Born To Fight                      | 3:04  |
| 2014  | Falling In Love (version anglaise) | 3:35  |
| 2014  | Celebrate                          | 3:17  |
| 2014  | Celebrate (version danse)          | 3:11  |
| 2015  | EOEO (version coréenne)            | 3:12  |
| 2015  | EOEO (version chinoise)            | 3:12  |
| 2015  | EOEO (version danse)               | 3:09  |
| 2015  | Luv Again (version coréenne)       | 3:42  |
| 2015  | Luv Again (version chinoise)       | 3:42  |
| 2017  | HAPPY NEW YEAR 2017                | 3:39  |

#### Apparition en tant qu'invité
| Année | Artiste(s)  | Clip-vidéo    | Album                 | Membre(s)  |
| ----- | ----------- | ------------- | --------------------- | ---------- |
| 2015  | Park Ji-min | Hopeless Love | Pas de sortie d'album | Seung-youn |

## Filmographie

### Émissions de télévision
| Année | Chaîne                  | Titre                                                                | Membre(s)  |
| ----- | ----------------------- | -------------------------------------------------------------------- | ---------- |
| 2014  | iQiyi                   | The Best Debut                                                       | Tous       |
| 2015  | JTBC                    | Off to School                                                        | Sung-joo   |
| 2015  | Arirang TV              | After School Club                                                    | Tous       |
| 2015  | Hunan Télévision        | Happy Camp                                                           | Tous       |
| 2015  | MBC Every 1             | Weekly Idol                                                          | Tous       |
| 2015  | Hunan Télévision        | Day Day Up                                                           | Tous       |
| 2015  | Sichuan Television      | Let's Go 咱们穿越吧                                                  | Sung-joo   |
| 2015  | KBS                     | Our Neighborhood Arts and Physical Education - Cool Kiz on The Block | Wenhan     |
| 2016  | EBS                     | Nihao China                                                          | Wenhan     |
| 2016  | Mnet (chaîne télévisée) | Show Me the Money 5                                                  | Seung-youn |
| 2016  | Sichuan Television      | Let's Go 咱们穿越吧 2                                                | Sung-joo   |
| 2016  | Dragon Television       | 花样男团 (Flower God's)                                              | Sung-joo   |
| 2016  | Dragon Television       | Star Alliance                                                        | Wenhan     |
| 2016  | OnStyle                 | Lipstick Prince (épisode 5)                                          | Seung-youn |
| 2017  | OnStyle                 | Hyoyeoon's One Million Like                                          | Seung-youn |
| 2017  | JTBC                    | Sing For You                                                         | Seung-youn |
| 2017  | IQiyi                   | The Rap Of China                                                     | Yixuan     |

### Dramas
| Année | Titre                   | Membres(s) | Rôle          | Note                                 |
| ----- | ----------------------- | ---------- | ------------- | ------------------------------------ |
| 2016  | Magical Space-Time      | Sung-joo   | Peng Zhendong |                                      |
| 2016  | Female President        | Yixuan     | Leng Feng     |                                      |
| 2016  | Time City               | Yixuan     | Chen Qin Yan  |                                      |
| 2016  | She was pretty          | Sung-joo   | Inconnu       | Sung-joo ne tient plus le rôle       |
| 2016  | Love Actually           | Yibo       | Di Zhi Wei    |                                      |
| 2017  | The Liar and This Lover | Sung-joo   | Yoo Shi Hyun  | Diffusion du 20 mars au 9 mai 2017   |
| 2017  | Deserving of the Name   | Sungjoo    | Kim Min Jae   |                                      |
| 2017  | Hot Blood Academy       | Wenhan     | Li JingYu     |                                      |
| 2017  | The Origin of Love      | Yixuan     |               |                                      |
| 2017  | When We Were Young      | Yibo       | Lin Jia Yi    |                                      |
| 2017  | Life Risking Romance    | Wenhan     | Xinyu         |                                      |
| 2017  | Private ShuShan College | Yibo       | Teng Jing     |                                      |
| 2017  | Basketball Fever        | Wenhan     |               |                                      |
| 2019  | The untamed             | Wang Yibo  | Lan Wangji    | Diffusion du 27 juin au 20 août 2019 |

### Films
| Année | Titre                   | Membre(s)  | Rôle           | Note                           |
| ----- | ----------------------- | ---------- | -------------- | ------------------------------ |
| 2015  | Business School Partner | Yibo       | Rôle principal | Sung-joo apparaît dans le film |
| 2016  | A Chinese Odyssey 3     | Yibo       | Red Boy        |                                |
| 2016  | A Chinese Odyssey 3     | Seung-youn | Pigsy          |                                |
| 2016  | A Chinese Odyssey 3     | Yixuan     | Sandy          |                                |
| 2016  | Unexpected Love         | Yibo       | Second rôle    |                                |

## Récompenses et nominations
| Année | Titre                      | Catégorie                                 | Travail nommé | Résultat   |
| ----- | -------------------------- | ----------------------------------------- | ------------- | ---------- |
| 2014  | 2015 iQiyi Awards          | Most Anticipated Award                    | UNIQ          | Lauréat    |
| 2015  | Apollo Music Awards        | Best Movie Soundtrack                     | Born To Fight | Lauréat    |
| 2015  | Asia Billboard Awards      | Popular Group Award                       | UNIQ          | Lauréat    |
| 2015  | Tencent Beijing App Awards | Most Promising Group of the Year (Asia)   | UNIQ          | Lauréat    |
| 2015  | KU Music Awards            | Best New Artist                           | UNIQ          | Lauréat    |
| 2015  | MTV Europe Music Awards    | Best Artist in Mainland China & Hong Kong | UNIQ          | Nomination |
| 2015  | 2016 iQiyi Awards          | Award                                     | UNIQ          | Lauréat    |

### Programmes de classement musicaux

#### Global Chinese Music
Global Chinese Music est un programme de classement musical chinois.
| Année | Date    | Chansons     |
| ----- | ------- | ------------ |
| 2015  | 23 mai  | EOEO,        |
| 2015  | 6 juin  | Listen to Me |
| 2015  | 13 juin | Luv Again    |

#### The Show
| Année | Date   | Chansons |
| ----- | ------ | -------- |
| 2015  | 26 mai | EOEO,    |